# Romina Pourmokhtariová
Romina Pourmokhtariová (* 12. listopadu 1995 Stockholm, Švédsko) je švédská politička za Liberální lidovou stranu. Od roku 2022 působí jako ministryně životního prostředí v Kristerssonově kabinetu a od stejného roku je také poslankyní Riksdagu. Je historicky nejmladší ministryní vlády ve Švédsku, do funkce nastoupila ve věku 26 let.

## Životopis

### Raná léta

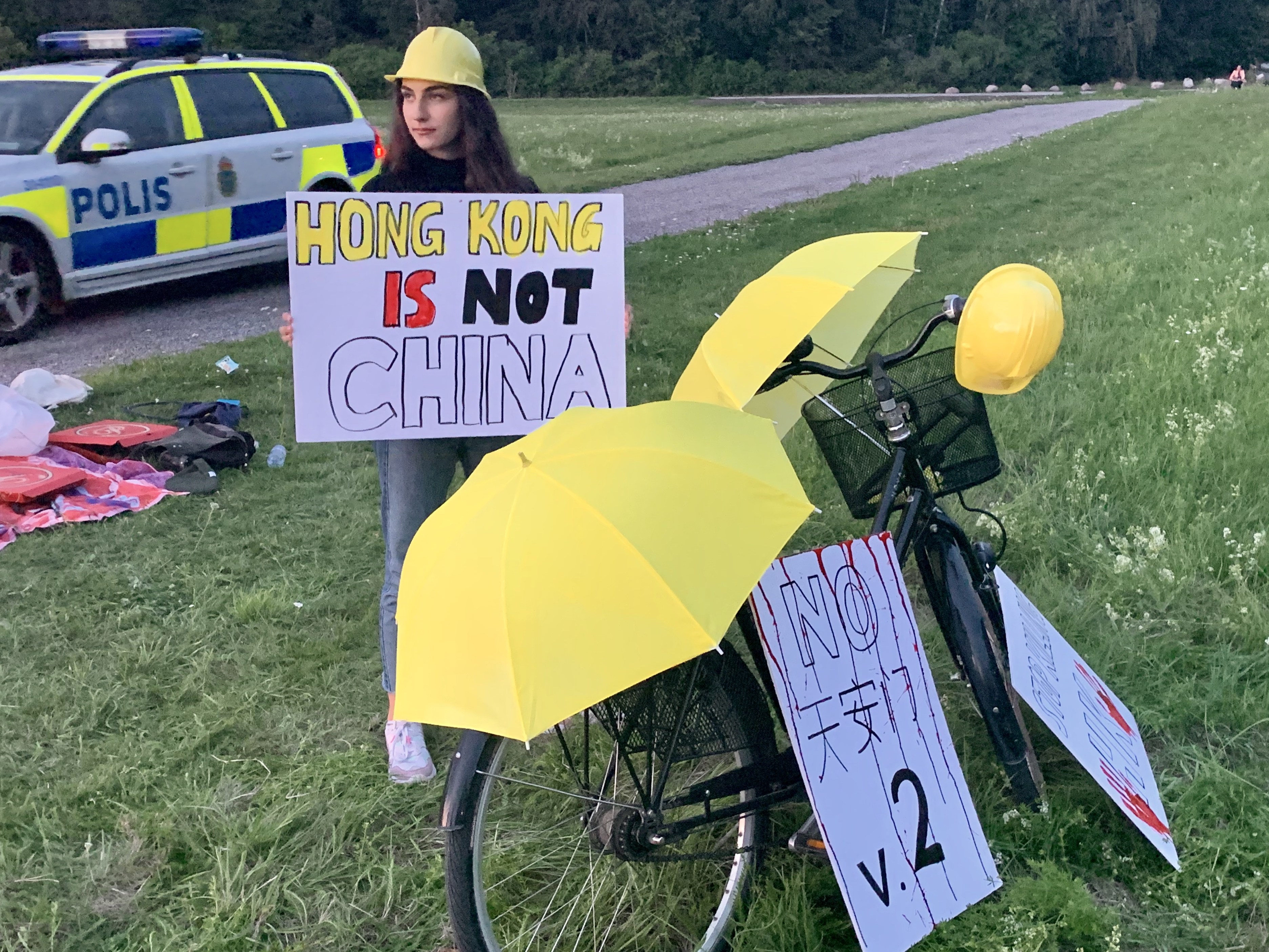
Romina Pourmokhtariová demonstruje před čínským velvyslanectvím ve Stockholmu proti politice ČLR vůči Hongkongu (2019)

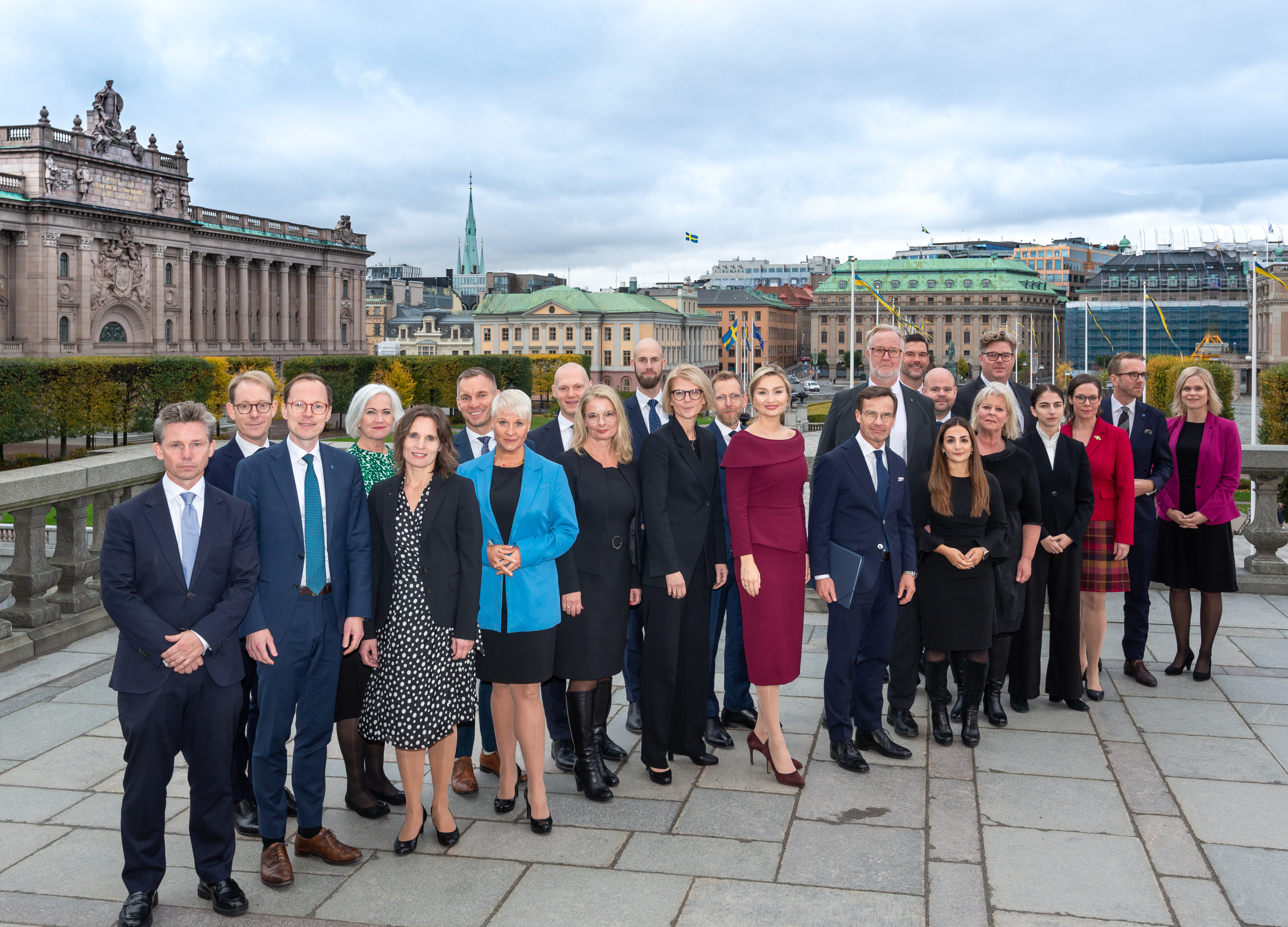
Vláda Ulfa Kristerssona. Pourmokhtariová je čtvrtá zprava.

Romina Pourmokhtariová se narodila 12. listopadu 1995 ve Stockholmu a vyrůstala v Sundbybergu. Její otec je politický uprchlík z Íránu a právě díky němu se Romina začala zajímat o politiku. Podle Pourmokhtariové její rodiče utekli ze země, „když jim byla vzata svoboda.“ V rozhovoru pro švédské noviny NU - Det liberala Nyhetsmagasinet uvedla, že její první silná politická vzpomínka byla během protestů při íránských prezidentských volbách v roce 2009.

### Vstup do politiky
Pourmokhtariová se v roce 2018 stala první místopředsedkyní Liberální mládeže, mládežnické organizace Liberální lidové strany. Na kongresu Liberální mládeže ve Västeråsu 17. srpna 2019 byla po zvolena předsedkyní. Ve funkci tak vystřídala Joara Forssella.
Mezi argumenty Pourmokhtariové v době, kdy byla předsedkyní, patřilo například to, že branná povinnost by měla být nahrazena čistě profesionální obranou a že by se mateřská Liberální lidová strana měla držet své liberální migrační politiky. Kritizovala též politiku Íránu po smrti Mahsy Amíníové a během následujících protestů.
Dne 14. září 2022 Pourmokhtariová oznámila, že na listopadovém sjezdu odstoupí z funkce předsedkyně Liberální mládeže.

### Ministryně životního prostředí
Ve švédských parlamentních volbách v roce 2022 kandidovala Pourmokhtariová za Liberální lidovou stranu ve volebních obvodech Stockholmský kraj a Stockholmská obec. Na obou kandidátních listinách se umístila na 6. místě a byla zvolena. Ve volbách získala 1762 hlasů.

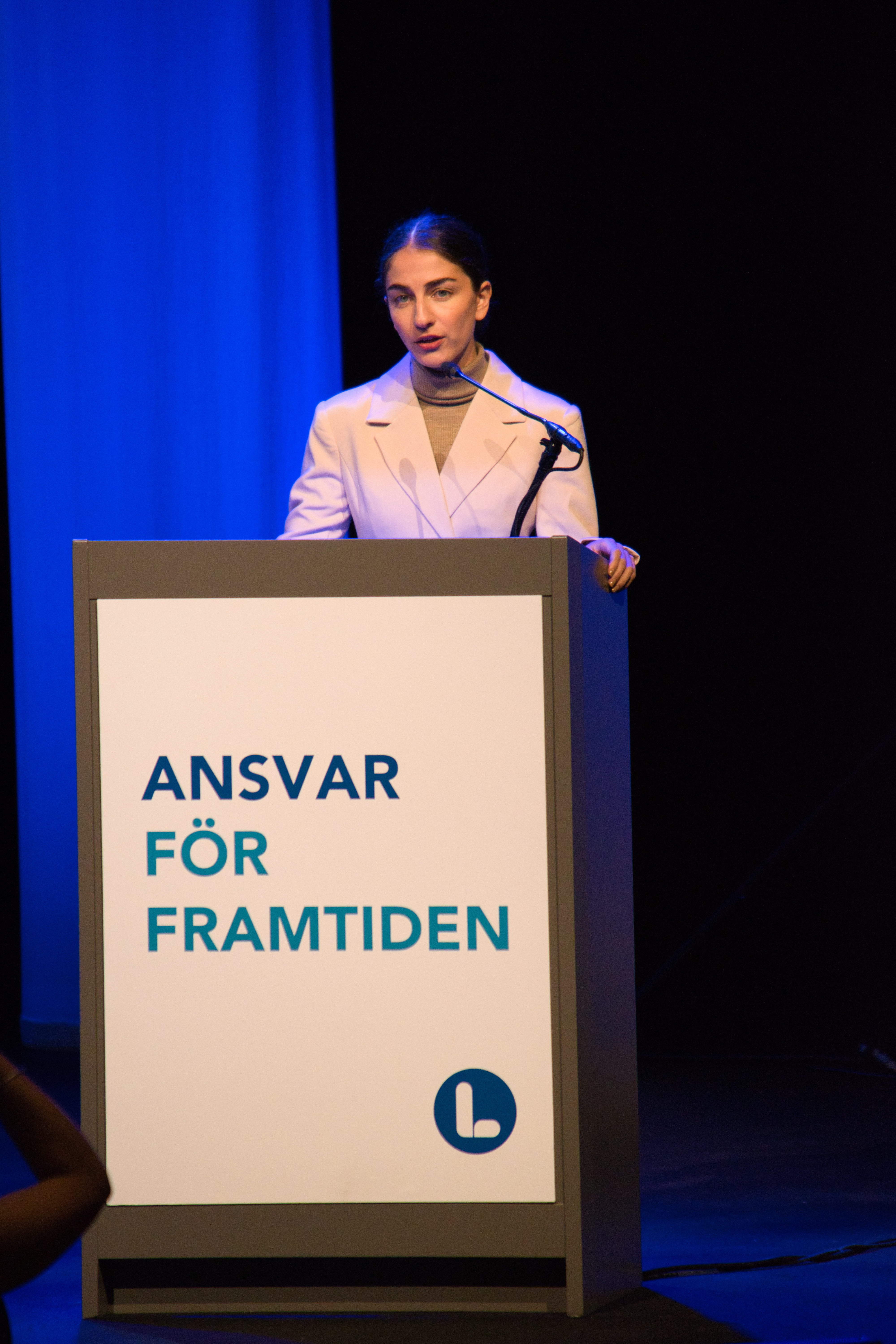
Pourmokhtari na sjezdu Liberální strany v roce 2023

Dne 18. října 2022 byla Pourmokhtariová představena jako ministryně pro klima a životní prostředí v nastupující pravicové vládě Ulfa Kristerssona a stala se tak ve svých 26 letech nejmladší ministryní ve Švédsku vůbec.
V červnu 2023 čelila kritice poté, co na vládní Národní klimatické konferenci nebyli v žádném z panelů přítomni vědci, ekologické nevládní organizace ani zástupci mládeže. V reakci na kritiku uvedla, že cílem konference bylo zeptat se vedoucích představitelů podniků na překážky, kterým čelí při přijímání dalších klimatických opatření, a že by nebylo vhodné, aby se vláda setkávala se skupinami občanské neposlušnosti, jako je Extinction Rebellion.
V srpnu 2023 Pourmokhtari oznámila, že vláda plánuje v příštích dvaceti letech postavit deset nových jaderných reaktorů, a uvedla, že přechod na nové klima vyžaduje zdvojnásobení výroby elektřiny. V září 2023 švédská vláda oznámila, že z rozpočtu na ochranu životního prostředí škrtne přibližně 250 milionů korun a zavede snížení daní na benzín.
V prosinci 2023 Pourmokhtari a Kristersson oznámili novou klimatickou strategii pro Švédsko, jejímž cílem je dosáhnout uhlíkové neutrality do roku 2045 a která zahrnuje zvýšení dotací pro ekologické podniky o 800 milionů korun a potenciální rozvoj sítě stanic pro nabíjení elektromobilů po celé zemi. Strategie čelila kritice za to, že nesplňuje švédské klimatické cíle do roku 2030 a že z ní bylo vypuštěno několik důležitých bodů, jako například plánovaný zákaz prodeje benzinových aut v roce 2030 (nejspíše aby byli uspokojeni krajně pravicoví a populističtí Švédští demokraté). V reakci na kritiku předseda vlády Kristersson prohlásil, že Pourmokhtari je „nejlepší ministryně pro klima, jakou kdy Švédsko mělo.“